# هنریک بادیکیان
هنریک بادیکیان (ارمنی: Abovyan; انگلیسی: Henrik Batikyan؛ زادهٔ ۱۲ فوریهٔ ۱۹۷۷) بازیکن فوتبال در پست هافبک اهل ارمنستان است.

## باشگاهی
از باشگاه‌هایی که در آن بازی کرده‌است می‌توان به باشگاه فوتبال شیراک اشاره کرد.

## تیم ملی
وی همچنین در تیم ملی فوتبال ارمنستان بازی کرده‌است. بادیکیان نخستین و تنها بازی ملی خود را که یک بازی دوستانه بود در تاریخ ۲۱ نوامبر ۱۹۹۸ در آبوویان در مقابل استونی انجام داده‌است.